# Divisores binómicos
Es un método avanzado de factorización que se usa mayormente en los temas de fracciones algebraicas para este tema es indispensable saber la regla de Ruffini. Su proceso consiste en los siguientes pasos. (Solo funciona en el caso de tener al menos una raíz en ℚ)

## Posibles ceros
En este primer paso, los posibles ceros resultan del cociente de la división de los divisores del término independiente entre los divisores del coeficiente principal y se dividen uno por uno. 

Nota: Para un mejor entendimiento, este método se explicara con el siguiente ejemplo.

Si el enunciado es este:
{\displaystyle x^{3}+x^{2}-5x-6}
Se ve que el término independiente es 6 y el coeficiente principal es 1. Para sacar los posibles ceros se procede de la siguiente manera:
{\displaystyle Pc={\frac {\pm (1,2,3,6)}{\pm (1)}}=\pm (1,2,3,6)}
Donde se puede notar que como se mencionó anteriormente cada divisor de arriba fue dividido por el de abajo; es decir, que el uno se dividió entre uno; el dos se dividió entre uno; el tres se dividió entre uno y por último el seis se dividió entre uno.

## Ruffini (división algebraica)
Ahora se divide por regla de Ruffini, donde se toma como dividendo los coeficientes del enunciado y como divisor los posibles ceros y se prueba con la regla de Ruffini hasta que salga la división exacta (es decir de residuo cero).
{\displaystyle {\begin{array}{r|rrrr}&1&1&-5&-6\\-2&&-2&2&6\\\hline &1&-1&-3&0\\&{\text{Coef.}}&&&{\text{Resto}}\end{array}}}
Se puede notar que al probar con menos dos, la división salió exacta.

## Dos términos
Ahora, nuestra respuesta consta de 2 términos

### Primer término
El -2 salió de un x+2 porque si x+2=0, saldría  x=-2 . eso quiere decir que nuestro primer término es x+2

Nota: Siempre se iguala a cero y siempre los primeros términos son de la forma x+a .

### Segundo término
El segundo término es el coeficiente de nuestra división porsuma 
, es decir, el segundo término es x2-x-3 .

Nota: En el segundo término, a veces todavía se puede descomponer por aspa simple; si ese es el caso, se debe descomponer.

## Resultado final
El resultado final es el siguiente:
{\displaystyle (x+2)(x^{2}-x-3)}
Nota: Se debe dejar así, no se debe multiplicar, puesto que eso sería retroceder todos los pasos.